# Gears of War 4
Gears of War 4 — компьютерная игра в жанре шутера от третьего лица. Пятая игра в серии Gears of War. Выход игры состоялся в 2016 году на платформах Xbox One и Windows. Игра создавалась силами новоиспечённой студии The Coalition и издателя Microsoft Studios.
Действие игры разворачивается через 25 лет после событий Gears of War 3, а главным героем стал сын протагониста первых трёх игр, Маркуса Феникса — Джей-Ди.

## Сюжет
Прошло 25 лет с момента окончания опустошительной войны с Ордой Саранчи и Ламбентами. Коалиция Объединённых Государств, под руководством Первого министра Джинн, возродила человеческую цивилизацию и направляет все усилия для мира и процветания на планете, но большая часть Серы продолжает лежать в руинах, а растущему влиянию Коалиции противостоят Аутсайдеры: разрозненные племена Изгнанников, считающих, что «Новая Коалиция» не более чем «новый поезд на старых рельсах», в которой продолжают действовать законы военного времени, а любые передвижения за пределами защищённых городских стен запрещены.
В честь Дня Победы над Саранчой, Министр устраивает громкий парад в Новом Эфире, пригласив при этом и ветеранов войны, в числе которых Виктор Хоффман, который слушая речи Джинн вспоминает прошлое: битву на полях Асфо, где он и Доминик Сантьяго забрали из Центра военных разработок Союза Независимых Республик чертежи «Молота Зари», что стало поворотным моментом в Маятниковой Войне; день Вторжения, когда он встретил капрала (после, лейтенанта) Мин Янг Кима, защищающего его и Аню Штрауд от Саранчи в Доме Суверенов; и оборону Врат Наковальни, где он, Берни Матаки и остальные пехотинцы встретили конец войны, когда Контр-Эмульсное Орудие Адама Феникса покончило с Ордой Саранчи. В завершении своей речи, министр Джинн сожалеет, что среди них нет главного героя всех этих воин — сержанта Маркуса Феникса.
Тем временем, пока вся коалиция празднует юбилей победы, группа Аутсайдеров в лице Джеймса Доминика «Джей Ди» Феникса, его друга Делмонта Уокера, а также Кейт Диаз и её дядя Оскар, находятся около одного из Поселений КОГ (в данном случае, Поселение 5), которое строится и охраняется автономными роботами ДиБи. Ранее Джей Ди и Дел были «Шестерёнками», но после событий в Поселении 2, о которых будет рассказано позднее, стали дезертирами и присоединились к Аутсайдерам.
У Аутсайдеров не хватает ресурсов, и для поддержания жизнеспособности их сел, им нужен Фабрикатор — большой ящик со сложной технологией репродукции всего что может понадобиться: от скрепок до станковых пулемётов. Проникновение усложняется разыгравшейся Энергетической бурей, новым природным явлением на Сере, предположительно, возникшем после испарения Имульсии из почвы планеты. В самом городе группа Джей Ди попадается подразделению ДиБи, которые начинают атаковать Аутсайдеров только после того, как первым выстрелил Оскар.
Забрав из Городского Центра фабрикатор, они снова натыкаются на роботов, только теперь один из них был голографическим передатчиком, через который с Аутсайдерам обращается сама Джинн. Первый Министр обвиняет «бывшего» лейтенанта КОГ Феникса в похищении её людей, что вводит Джей Ди в замешательство, но очень скоро ДиБи, которые должны были арестовать дезертиров, сбивает монорельсовая вагонетка. На мониторе вагонетки была написано «Залезайте!».Но к сожалению на ней они не смогли далеко уехать: их сбивает капсула с боевым дроном, который свою очередь был с брошен с Кондора (военный самолёт КОГ). И после длительного боя с дронами, героям удаётся уйти с фабрикатором. Но проблемы на этом не заканчиваются. То, как они прибыли обратно в деревню изгоев, выследила Джинн, и дала им последний шанс сдаться, на что глава изгоев ответила, что это не Поселение-2 и уничтожает голографический передатчик дрона. И выясняется, что дроны используют теперь и смертельное оружие. После длительного боя Джинн отступила.
Наконец четвёрка добирается до Поселения 5, которым управляет Рейна Диаз, мать Кейт. Затем Поселение атакуют роботы ДиБи, но и эту атаку удаётся отбить. Уже ночью неизвестные существа во главе с огромным предводителем, похожим на старую саранчу, нападают на Изгнанников, похищая Оскара и Рейну Диаз. Во время поединка с предводителем, Рейна успевает отрубить ему руку. Запертые в амбаре Джеймс, Делмонт и Кейт обнаруживают отрубленную руку со странными кристаллообразными наростами. Джеймс отрезает кристалл, и, подозревая недоброе, решает искать помощи у своего отца, Маркуса Феникса.
Добравшись до поместья семьи Штрауд, Джеймс посещает могилу своей умершей матери Ани, а затем встречается непосредственно с отцом. Старый сержант недоволен ситуацией: он изначально говорил сыну, чтобы тот не шёл в армию, ибо КОГ свои методы никогда не меняла, злится на Джеймса, что тот стал дезертиром и бежит от Коалиции. Здесь же становится понятно, что упомянутое ранее Поселение-2 состояло из таких же аутсайдеров, но ввиду постоянных стычек с КОГ за ресурсы, командование сочло поселенцев террористами и почти все жители были убиты. В этот момент дом штурмуют ДиБи. Вставший на сторону сына Маркус разрубает робота, управляемого лично министром Джинн, а затем, дав беглецам вооружение и броню, присоединяется к ним. Все четверо сбегают из поместья через проделанный отставным ветераном спасательный ход под землёй.
Преодолев атаки ДиБи Коалиции (попутно сбив вертолёт и самолёт с грузом боевых роботов), отряд на мотоциклах добирается до разрушенного городка. Маркус рассказывает, что 25 лет назад он и Аня Штрауд были здесь — в шахтах под городом захоронили покрывшиеся кристаллами трупы Роя. И таких братских могил по планете немало. Объясняется это тем, что люди настолько устали от войны за выживание, что хотели просто избавиться как можно быстрее от тел саранчи, которая не гнила из-за кристаллизации. В одном из последующих боях на Маркуса нападает «похититель» — новый мутант, способный поглощать людей целиком в своём брюхе. Джеймс берёт командование на себя и спускается вниз вместе с Делмонтом и Кейт, чтобы найти отца.
Пробившись через бойцов противника, троица находит Маркуса, заточенного в некую «капсулу». Однако сержант сперва не подаёт признаки жизни, захлебнувшись странной слизью, но когда ДжейДи переворачивает его, Феникс-старший все же приходит в сознание и, с трудом отойдя от пребывания в капсуле, сообщает: все эти капсулы является некой сетью действительно вернувшейся Саранчи — каждая капсула предназначена для переработки людей и превращения их в Саранчу, а сама Рейна Диаз находится в центре всей этой системы. Тем самым, новая Саранча по-сути является специфичной эволюцией своих предшественников. Теперь их называют "роем".
Уничтожив огромного, мутировавшего Брумака и однорукого предводителя Роя, захватившего в начале игры мать Кейт, все четверо бойцов выбираются из шахты с помощью лифтовых тросов, но сама шахта разрушается из-за обрушения противовеса и последующего обвала. Снаружи они встречают ещё одного робота, управляемого Джинн. Теперь премьер-министр знает, что Саранча вернулась (ДиБи поблизости бьются с бойцами Саранчи), но толком поговорить с Джеймсом Фениксом она не успевает — робота уничтожают шипы, выпущенные роевиками.
Недалеко от плотины, за которой расположена главная база Роя Саранчи, отряд находит брошенную радиостанцию — с её помощью Маркус вызывает «подмогу». Несколько позднее туда прибывает «старая гвардия КОГ» — Дэймон Беард, Август Коул и Саманта Бирн. «Дядя Беард» рассказывает Джеймсу, что благодаря ему (поскольку теперь именно Дэймон поставляет КОГ оружие и роботов) Джинн отказалась преследовать Джеймса и Делмонта.
Отряд разделяется: Маркус, Дэймон, Коул, Саманта и Дел улетают в сторону базы Роя на «Вороне», а Джеймс и Кейт забирают двух огромных мехов, вооружённых механическими пушками. Непосредственно на месте вертолёт сбивают риверы (экипаж, тем не менее, остаётся цел), а ДжейДи и Кейт уничтожают огромного мутанта Роя c помощью ротора «Ворона», отрубив ему конечности и необратимо повредив голову. «Шестерёнки» спускаются вниз — там они находят Рейну, основательно измученную и «присоединённую» к Рою с помощью отростков плоти. Кейт приходится убить свою мать ножом, чтобы избавить её от страданий.
Плачущая Кейт показывает Джеймсу амулет, который принадлежал её бабушке, а потом матери и который Рейна отдала ей перед смертью — на оборотной стороне амулета изображён крестообразный знак королевы Старой Орды Саранчи, убитой Маркусом Фениксом в финале Gears of War 3. Судя по всему, бабушкой Кейт могла быть сама Королева Мирра и история ещё не закончена…

## Разработка
На выставке E3 2013 глава подразделения Xbox Фил Спенсер заметил, что хотел бы в будущем увидеть продолжение серии.
27 января 2014 года стало известно, что Microsoft Studios выкупила у Epic Games права на франшизу Gears of War. Разработка была доверена студии The Coalition (ранее Black Tusk Studios), которая до этого работала над совершенно новым проектом, представленным на E3 2013.
На выставке E3 2015 на выступлении компании Microsoft состоялся официальный анонс игры. Там же был показан первый геймплейный трейлер игры.
Автором саундтрека Gears of War 4 стал известный композитор Рамин Джавади, в числе работ которого музыка к фильмам «Тихоокеанский рубеж», «Железный человек» и сериалу «Игра престолов».

## Отзывы и рецензии
| Сводный рейтинг       | Сводный рейтинг             |
| Агрегатор             | Оценка                      |
| --------------------- | --------------------------- |
| GameRankings          | (XONE) 85,32 % (PC) 84,20 % |
| Metacritic            | (PC) 86/100 (XONE) 84/100   |
| Иноязычные издания    |                             |
| Издание               | Оценка                      |
| Destructoid           | 8/10                        |
| EGM                   | 9/10                        |
| Game Informer         | 9,25/10                     |
| GameRevolution        | [ 12 ]                      |
| GameSpot              | 7/10                        |
| GamesRadar+           | [ 14 ]                      |
| IGN                   | 9,2/10                      |
| PC Gamer (US)         | 75/100                      |
| Polygon               | 9/10                        |
| VideoGamer            | 9/10                        |
| Русскоязычные издания |                             |
| Издание               | Оценка                      |
| «Игромания»           | 8,5/10                      |
| «Игры Mail.ru»        | 8,5/10                      |

Игра получила хорошие отзывы критиков: средний балл на Metacritic — 84/100 для Xbox One, 86/100 для РС.
| Большую часть кампании хочется пищать от восторга, но удержать этот уровень на протяжении всей истории создателям, увы, не удалось. — игровой журнал «Игромания» |

Gears of War 4 заняла третье место в номинации «Боевик года» и второе место в номинации «Кооператив года» на сайте Игромании.